# Валенсия, Амильтон
Амильтон Валенсия (исп. Hamilton Valencia; 31 января 1997 года, Боскония, Колумбия) — колумбийский футболист, играющий на позиции полузащитника.

## Клубная карьера
Является воспитанником колумбийского клуба «Депортиво Перейра». Дебютировал за него 2 марта 2014 года в поединке второй колумбийской лиги против «Унион Магдалены». Всего провёл за клуб 4 встречи.
В 2015 году перешёл в клуб «Атлетико Уила», выступал за молодёжную команду. 9 мая 2016 года дебютировал в колумбийской Апертуре в поединке против «Онсе Кальдас», выйдя на замену после перерыва вместо Армандо Варгаса. Всего в апертуре провёл 4 встречи. В Клаусуре 2016 года был уже основным игроком стартового состава.